# Заброда Клим Васильович
Клим Васильович Заброда (нар. 14 лютого 1991) — український футбольний арбітр. У 2018 році розпочав судити матчі чемпіонату України у першій лізі. У 2023 році розпочав судити матчі чемпіонату України у Прем'єр-лізі. В 2025 році став арбітром ФІФА.